# Progress MS-19
Progress MS-19 (ryska: Прогресс МС-19) eller som NASA kallar den, Progress 80 eller 80P, var en flygning av en rysk obemannad rymdfarkost som levererade förnödenheter, syre, vatten och bränsle till Internationella rymdstationen (ISS). Den sköts upp med en Sojuz-2.1a-raket, från Kosmodromen i Bajkonur, den 16 februari 2022.
Farkosten dockade med rymdstationen den 17 februari 2022. Farkosten lämnade rymdstationen den 23 oktober 2022 och brann upp i jordens atmosfär några timmar senare.

### Fotnoter
1. ↑  ”NASA Space Science Data Coordinated Archive” (på engelska). NASA. https://nssdc.gsfc.nasa.gov/nmc/spacecraft/display.action?id=2022-014A. Läst 27 mars 2022.
2. 1 2  ”NASA Television to Cover Space Station Cargo Launch, Docking” (på engelska). NASA. 9 februari 2022. https://www.nasa.gov/press-release/nasa-television-to-cover-space-station-cargo-launch-docking. Läst 10 februari 2022.